# 호마스주

호마스 주의 위치

호마스주(영어: Khomas)는 나미비아 중부에 위치한 주로, 주도는 빈트후크(나미비아의 수도이기도 함)이며 면적은 36,805km2, 인구는 250,305명(2001년 기준)이다. 서쪽으로는 에롱고 주, 북쪽으로는 오초존주파 주, 동쪽으로는 오마헤케 주, 남쪽으로는 하르다프 주와 접하며 9개 선거구로 나뉜다.